# Reinhold Daum (MfS-Mitarbeiter)
Reinhold Daum (* 5. August 1929 in Reichenbach; † 9. Dezember 2001) war ein deutscher Oberstleutnant im Ministerium für Staatssicherheit (MfS) der DDR und von 1974 bis 1989 leitender Mitarbeiter der Hauptverwaltung A (HVA), des Auslandsnachrichtendienstes des MfS.

## Leben
Daum, Sohn eines Bauern, ging nach der Oberschule 1945 in die Lehre als Forstarbeiter. 1947 wurde er Mitglied der SED und der FDJ. 1948 wurde er Mitarbeiter der FDJ-Kreisleitung im Kreis Pirna und wechselte 1950 zur FDJ-Landesleitung Sachsen in Dresden. 1952 wurde Daum 1. Sekretär der FDJ-Kreisleitung im Kreis Görlitz-Land. 1954/55 studierte Daum an der Bezirksparteischule der SED und wurde 2. Sekretär der FDJ-Stadtleitung Dresden und 1956 politischer Mitarbeiter der FDJ-Bezirksleitung im Bezirk Dresden.
1956 wechselte Daum hauptamtlich zum MfS. Bis 1957 besuchte er die Schule der Hauptverwaltung Aufklärung (HVA) und wurde dann Mitarbeiter der Abteilung I der HVA, zuständig für politische Spionage. 1959 wechselte er zur Abteilung II, zuständig für Parteien und Organisationen in der Bundesrepublik Deutschland.
Von 1967 bis 1972 absolvierte Daum ein Fernstudium an der Juristischen Hochschule des MfS in Potsdam-Eiche und wurde Diplom-Jurist. 1974 wurde er in die Leitung der HVA in Ost-Berlin versetzt. Hier wurde er 1978 Mitarbeiter und 1980 Leiter der „Arbeitsgruppe T“, zuständig für den Großraum Bonn. 1982 wurde Daum zum Oberstleutnant befördert, 1985 wurde er Referatsleiter. Nach dem Ende der DDR erfolgte 1989 Daums Freistellung und 1990 seine Entlassung aus dem Dienst.